# Handbook of Mathematical Functions

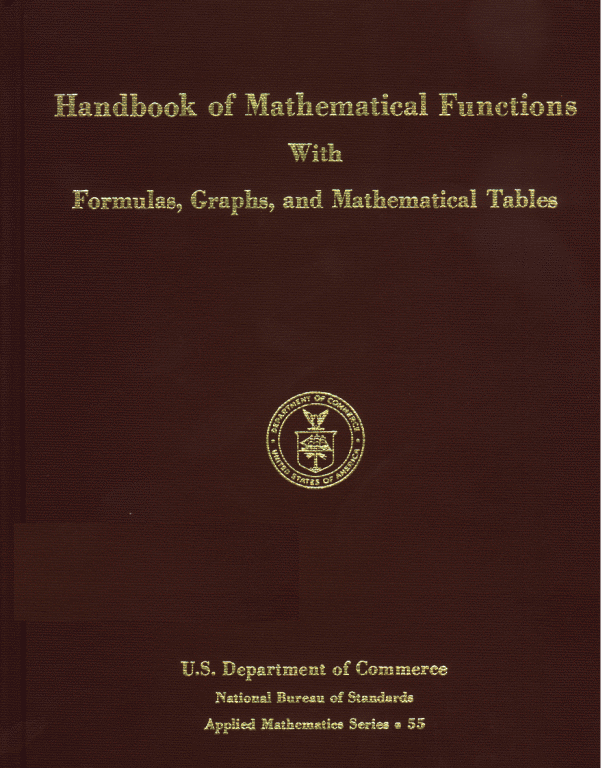
Uitgave van 1965

Het Handbook of Mathematical Functions, in het Nederlands: Handboek van wiskundige functies, informeel bekend als Abramowitz and Stegun, volledige titel Handbook of Mathematical Functions with Formulas, Graphs, and Mathematical Tables, is een wiskundig naslagwerk onder redactie van Milton Abramowitz en Irene Stegun. Het bevat onder meer tabellen en formules in verband met speciale functies. De originele publicatie in 1964 was volgens het voorwoord het product van de Conferentie over wiskundige tabellen te Cambridge (Massachusetts) op 15 en 16 september 1954.
Het wordt sinds de publicatie veel bij het maken van computerprogramma's gebruikt die wiskundige functies gebruiken voor bijvoorbeeld animaties in 3D, voor het oplossen van vergelijkingen en bij numerieke integraalrekening.
- M Abramowitz en I Stegun. redactie. Handbook of Mathematical Functions with Formulas, Graphs, and Mathematical Tables, 1965 en later.  facsimile uitgave, ISBN 0-486-61272-4